# ルー・ウォーレス
ルイス・"ルー"・ウォーレス（英: Lewis "Lew" Wallace、1827年4月10日-1905年2月15日）は、アメリカ合衆国の政治家および著作家。弁護士、州知事、南北戦争のときの北軍将軍。

## 伝記

### 生い立ちと初期の経歴
ウォーレスはインディアナ州ブルックビルで、デイビッド・ウォーレスとエスター・フレンチ・テスト・ウォーレス夫妻の息子として生まれた。父は陸軍士官学校を卒業しており、インディアナ州の副知事と知事を務めた。継母のゼレルダ・グレイ・サンダース・ウォーレスは著名な禁酒運動の提唱者であり、女性参政権運動家だった。
1836年、9歳の時にクロウフォーズビルにいる兄に合流し、短期間ウォバシュ・プレパラトリー・スクールに通学した。その後インディアナポリスにいた父のところに戻った 。
ウォーレスは1846年に米墨戦争が始まった時法律を学んでいた。このとき民兵の1個中隊を立ち上げ、第1インディアナ連隊の少尉に選ばれた。その後連隊の副官と中尉に昇進し、戦闘には参加しなかったもののザカリー・テイラー将軍の軍隊に仕えた。戦後、1847年6月15日に志願兵任務から解除された。1849年には法廷弁護士として認められた。1851年、第1連邦議会地区の検察官に選出された。
1852年5月6日、ウォーレスはスーザン・アーノルド・エルストンと結婚し、1人の息子ヘンリー・レイン・ウォーレスが生まれた（1852年2月17日）。1856年、住所をクロウフォーズビルに移した後にインディアナ州上院議員に選ばれた。

### 南北戦争
南北戦争が始まると、ウォーレスは州兵長官に指名され、インディアナ州で部隊を立ち上げることに貢献した。1861年4月25日、第11インディアナ歩兵連隊の大佐に指名された。バージニア州西部で短期間従軍した後で、9月3日に志願兵の准将に昇進し、1個旅団の指揮を任された。

#### ヘンリー砦およびドネルソン砦
1862年2月、ヘンリー砦に対する進軍の準備をしている時に、ユリシーズ・グラント准将が2隻の木製砲艦（ティンバークラッズ）にテネシー川を下らせ、1隻には砦の偵察のためにウォーレスを乗船させた。ウォーレスはその報告書で、砦の1人の士官が北軍の艦船を、ウォーレス達が彼を見ているのと同じくらい物見高く観察していたと記した。このときウォーレスはその士官がロイド・ティルマン准将であることをほとんど知らなかったが、数日後にはウォーレスが取って代わることになる砦の指揮官だった。この方面作戦の間、ウォーレスの旅団はチャールズ・F・スミスの師団に付けられ、ヘンリー砦の対岸にあったハイマン砦を占領した。グラントの上官、ヘンリー・ハレックは南軍の増援がヘンリー砦を取り返しにくることを心配していたので、グラントはヘンリー砦の指揮にウォーレスとその旅団を残し、残りの軍隊は陸路ドネルソン砦に向かった。
ウォーレスは後に残されたことに不満だったので、命令が来れば直ぐに動き出せるように部隊に準備させた。その命令は2月14日に来て、ウォーレスがカンバーランド川沿いに到着したとき、輸送船で到着する増援兵の師団としての組織化を命じられた。ウォーレスは2個旅団は組織化できたが3個目は未完成となり、ドネルソン砦を包囲しているグラントの戦線で中央に陣地を占めた。2月15日の南軍による激しい攻撃の間、ウォーレスは自分の考えで冷静に行動し、グラントからは会戦を避けるよう命令が来ていたものの、ジョン・A・マクラーナンド准将の追い詰められた師団に1個旅団の増援を送った。この行動は北軍の守備戦線を安定させる重要な役割になった。この南軍の攻撃が止められた後で、ウォレスは反撃を指揮し、失っていた陣地を取り戻した。ウォーレスは3月21日から少将に昇進した。

#### シャイロー
ウォーレスの最も議論を呼んだ指揮は、グラントの下で師団指揮官を続けていたシャイローの戦いの時のことであった。ウォーレスの師団は北軍戦線の後方ストーニー・ロンサムと呼ばれる場所に予備隊として置かれていた。1862年4月6日午前6時頃、グラント軍はアルバート・ジョンストン将軍が指揮する南軍の突然の出現で急を衝かれ事実上総崩れに近くなった時、グラントはウォーレスにウィリアム・シャーマンの師団を支援するためにその部隊を移動させるよう命令を送った。
ここから議論が始まる。ウォーレスはグラントの命令書には署名が無く急いで書かれた様子であり、全体が曖昧だったと主張した。ウォーレスが前線に部隊を動かす場合2つの経路があり、グラントは（ウォーレスの言に拠れば）どちらの経路を採るかを指定していなかった。ウォーレスはあまり使われておらずかなり状態の良かった上側の経路を選び、それでシャーマン隊が居ると知っていた場所の右側に出るはずだった。グラントは後に、ウォーレスには下側の経路を通るよう指示したと主張したが、状況証拠から見るとグラントは1つ以上の経路があることすら忘れていたようである。
いずれにしても、ウォーレスはその行軍の目的地に着いて、シャーマン隊が後退を強いられた後であり、ウォーレスが考えていた位置にはもはやいないことが分かった。さらにシャーマン隊がかなり後退していたので、ウォーレスの部隊は前進する南軍の後に出てしまったことも分かった。それでもグラントの伝令が到着し、グラントはウォーレス隊がどこにいて、何故北軍が陣を構えているピッツバーグ・ランディングに来ないのか不思議がっているという伝言を伝えた。ウォーレスは混乱した。ウォーレスは彼がその時いた場所から攻撃を掛けることができ、南軍を後から叩けると考えた。それにも拘らずウォーレスは部隊を回転させストーニー・ロンサムに戻ることにした。戻るとすれば隊列の後衛が先頭になるはずだったが、何らかの理由で、ウォレスは部隊の当初の隊形を維持させるために部隊をぐるっと回らせて行軍させるやり方を選んだ。ウォーレスは戦場に着いた時にその砲兵隊が歩兵隊を支援できないような場所になっていたと主張した。
ウォーレス隊はストーニー・ロンサムに戻り、午前11時に到着した。出発した地点に戻るまでに5時間を要しており、部隊兵にはあまり休みが無かった。それからピッツバーグ・ランディングにむけて下側の経路を辿り始めたが、その道は最近の暴風雨とその前に通った北軍部隊のためにひどく荒された状態となっており、行軍速度が極めて遅くなった。ウォーレス隊は午後7時ごろにやっとグラントの陣地に到着したが、その時は戦闘が事実上終わっていた。グラントは喜ばなかった。それでも北軍は翌日盛り返して戦闘に勝った。ウォーレスの師団は北軍の最右翼に位置し、4月7日の攻撃では先鋒になった。
当初、このことの後遺症はほとんど無かった。ウォーレスは北軍のその地位にある者として最も若い将軍であり、「将来性のある青年」のようなものだった。しかし間もなく、北部の市民がシャイローでの恐ろしい損失について知り始め、軍隊は釈明を必要とした。グラントもその上官であるハレックも真っ向からウォーレスを非難し、その予備隊を動かす能力が無かったために戦闘の損失を増やしたと言った。一方、シャーマンはこの問題については沈黙を守った。ウォーレスは6月に指揮官から外され、ブラクストン・ブラッグがケンタッキー州に侵入した時には、オハイオ軍にあってシンシナティ防衛を指揮するかなり魅力の無い任務を割り当てられた。

#### その後の従軍
ウォーレスの最も顕著な活躍の場は1864年7月、1864年のバレー方面作戦の一部であるモノカシーの戦いだった。ウォーレスの指揮した部隊（ほとんどが徴兵期間100日の第8軍団の兵士）と第6軍団のジェイムズ・B・リケッツの師団が、南軍のジュバル・アーリー将軍の部隊に敗れたが、ウォーレスはワシントンD.C.に向けたアーリー軍の進軍を遅らせることができ、ワシントン市の防衛隊を整える時間ができて、アーリー軍を撃退した。
グラント将軍の自叙伝にはモノカシーでウォーレスが採った遅延戦術について次のように評価している。
もしアーリーがほんの1日早ければ、私が送った援軍が到着するまえに首都に入ったかもしれない。...ウォーレス将軍はその部隊が敗北することで生じた事態に対し、同じような部隊を持つ多くの指揮官が勝利という手段で手に入れるよりも大きな恩恵を我が軍にもたらした。
個人としてのウォーレスはシャイローの結果としてその評判を落としたことで落胆していた。この戦闘での役割に付いて世論を変えさせようと生涯絶望的な試みをし、グラントの自叙伝では、グラントに文字通り「何とかする」よう懇願することまでやった。しかし、グラントは、ウォーレスが懇願した他の者の多くと同様、その意見を変えることを拒んだ。

### 戦後の経歴
ウォーレスはリンカーン暗殺陰謀の軍法委員会法廷と、アンダーソンビル捕虜収容所の指揮官ヘンリー・ワーズの軍法会議に出席した。1865年11月30日に除隊した。戦争の終わり頃、1864年にメキシコの支配権を抑えていたフランス占領軍をメキシコ人が排除することを助ける連邦政府の隠密行動を指揮した。戦後はそのような行動をより公然と続け、陸軍からの除隊後にメキシコ軍における少将の位を提供された。メキシコの革命家によってなされた多くの約束が実行されることは一度も無く、ウォーレスは大きな負債を背負うことになった。
ウォーレスは1870年代から1880年代に多くの重要な政治的役職を経験した。1878年から1881年はニューメキシコ準州知事、1881年から1885年は駐オスマン帝国アメリカ大使を務めた。準州知事としてはリンカーン郡戦争に巻き込まれた多くのものに恩赦を与え、その過程でビリー・ザ・キッド（ヘンリー・マッカーティー）に出会った。1879年3月17日、2人は、キッドが密告者として行動してリンカーン郡戦争に関わった他の者達に不利な証言をし、その見返りに、キッドは「そのあらゆる悪事に対して恩赦状をポケットに入れて自由になる」という取引をした。しかしキッドは無法者の生活に戻り、ウォーレス知事はその提案を取り下げた。さらにこの準州知事時代の1880年、ウォーレスは彼を有名にした小説『ベン・ハー』を書き上げた。これは19世紀のアメリカ小説でベストセラーにまで成長した。この本は絶版になることは無く、4回映画化もされた。
近年歴史家のビクター・デイビス・ハンソンは、この小説がウォーレス自身の人生、特にシャイローでの経験とそれから受けた彼の評判に対するダメージに大きく基づいていると主張した。確かに得心させる類似性がある。主人公ジュダ・ベン・ハーは事故で高官を傷つけるが、彼とその家族は終わりの無い苦難と中傷を受けることになる。
ウォーレスはインディアナ州クロウフォーズビルで、おそらくは癌で死に、オークヒル墓地に埋葬されている。彫刻家アンドリュー・オコーナーによる軍服姿の大理石像が1910年にインディアナ州によってアメリカ合衆国議会議事堂の国立彫像ホール・コレクションに置かれ、現在は国立彫像ホールの西側に置かれている。

## 作品
- The Fair God; あるいは'Tzinsの最後: メキシコ征服の話 (Boston: James R. Osgood and Company)、1873年
- コンモドゥス: 歴史劇 ([Crawfordsville, IN?]: 著者による私費出版)、1876年(同年に改訂再発行)
- ベン・ハー: Ben Hur: A Tale of the Christ  (New York: Harper & Brothers)、1880年
- キリストの少年時代 (New York:  Harper & Brothers)、1888年
- ベンジャミン・ハリソン将軍の人生 （ジョージ・アルフレッド・タウンゼンド著リーヴァイ・モートン氏の人生に関連)、(Cleveland:  N. G. Hamilton & Co., Publishers)、1888年
- ベンジャミン・ハリソン将軍の人生 (Philadelphia:  Hubbard Brothers, Publishers)、1888年
- アメリカ合衆国大統領ベンジャミン・ハリソン氏の人生と公職。ムラート・ハルスタッド著元駐フランス大使ホワイトロー・リード氏の簡潔な伝記と共に。 (Philadelphia:  Edgewood Publishing Co.), 1892年
- インドの王子;あるいは、なぜコンスタンティノープルが陥落したか (New York:  Harper & Brothers Publishers), 1893年、2巻
- マルカトーンとコンモドゥスの求婚 (New York:  Harper and Brothers Publishers), 1898年
- ルー・ウォーレス: 自叙伝 (New York:  Harper & Brothers Publishers), 1906年、2巻